# Karm Borg
Karm Borg (San Julián, Malta, 20 de julio de 1931) es un exjugador y exentrenador de fútbol maltés. Dirigió a la selección de Malta en dos oportunidades.

## Carrera
Borg comenzó su carrera en el Melita FC, donde fue titular. También jugaba waterpolo para el Ballutta WPC, que en ese momento era uno de los clubes líderes en la modalidad en el país.
Se trasladó al Sliema Wanderers en 1954 y debutó con el equipo el 20 de noviembre de 1954 en una victoria por 4 a 0 sobre el St. George's. Sin embargo, una lesión que sufrió durante la temporada le impidió jugar solo 9 partidos. A pesar de ello, su equipo logró una medalla por ganar la Copa Scicluna.
En el verano europeo de 1957, Borg se unió al Valletta FC. Hizo su debut el 5 de octubre de 1957 en una derrota por 4 a 1 ante el Sliema. En esa temporada, jugó 11 partidos con el primer equipo, pero al final de la campaña, su lesión regresó y se vio obligado a retirarse del fútbol.

### Como entrenador
En 1960, Borg asistió a un curso en Loughborough, Inglaterra, donde se graduó con honores.
A su regreso de Inglaterra, fue contratado por el Valletta FC para entrenar a los equipos juveniles y de reservas, y en la temporada 1962/1963 fue ascendido a entrenador del equipo principal. En esa misma temporada, logró llevar al equipo al título nacional de la primera división.
Antes de eso, en 1961, Borg fue llamado por la Asociación de Fútbol de Malta para suceder a Joe Griffiths en el cargo de la selección nacional. Su debut en el comando de los Rojos fue en un empate 1-1 contra Noruega en el Empire Stadium. En 1964, fue reemplazado por el húngaro János Bédl.
En 1970, regresó al mando de la selección de Malta, pero fue despedido abruptamente en mayo del año siguiente debido a un incidente ocurrido en un partido del equipo sub-18 contra Suiza el 20 de abril de 1971.

## Otros deportes
Creó la división de Deportes Educativos en el Ministerio de Educación de Malta. También fue entrenador del equipo nacional de waterpolo del país.
Fue presidente del Comité Olímpico de Malta desde 1977 hasta 1989.
En 1997, recibió el trofeo del Comité Olímpico Internacional por su esfuerzo en el desarrollo del deporte en Malta.